# Cunincpert longobárd király
Cunincpert, más írásmóddal Cunibert, Kunbert (660 körül – 700) longobárd király 688-tól haláláig.
Édesapja, Perctarit a hetedik évében (tehát 678-ban) maga mellé vette társkirálynak. Több ízben megvédte a lázadó Alahis herceget édesapjával szemben. 688-ban meghalt Perctarit, és fia egyedül uralkodott utána. Nemsokára azonban Alahis fellázadt ellene. Alahis végül csatában esett el. Királysága alatt érkezett Itáliába Cædwalla wessexi király:
"Ezen napokban Cedoald angolszász király, a ki sok háborút viselt országában, Krisztushoz tért és Rómába sietett. Útközben Cunincpert király a legnagyobb tisztelettel fogadta." Cunincpert 12 évnyi uralkodás után, 700-ban "búcsút vett az élettől". A krónika szerint "szép külsejű, minden tekintetben igen jóságos, bátor férfiú volt". A "longobárdok könyárja között helyezték nyugalomra a Megváltó Isten templomában, a melyet hajdan az ő nagyatyja, [I.] Aripert építtetett". Utóda fia, Liutpertet lett.

## Gyermekei
Cunincpert felesége, Hermelinda (valószínűleg Eormenhild, Ecgberht kenti király leánya) volt. Házasságukból egy fiú született:
- Liutpert[1] (kb. 680 – 702/703?)

## Eredeti források
- Pauli Historia Langobardorum
- Origo Gentis Langobardorum